# Lực lượng An ninh Xã hội Triều Tiên
Lực lượng An ninh Xã hội Triều Tiên (tiếng Hàn Quốc: 조선사회안전군) là lực lượng bán quân sự của Cộng hòa Dân chủ Nhân dân Triều Tiên thực hiện nhiều nhiệm vụ an ninh nội địa và an ninh biên giới. Lực lượng này có từ 11.000 đến 140.000 quân.

## Tổ chức
Trong thời bình, Lực lượng An ninh Xã hội nằm dưới quyền chỉ huy của cơ quan thực thi pháp luật chính là Bộ An ninh Xã hội, nhưng trong trường hợp khẩn cấp thì lực lượng này được trang bị vũ khí mạnh hơn lực lượng biên phòng của các quốc gia khác vì được sáp nhập vào quân đội chính quy. Chỉ huy Lực lượng An ninh Xã hội đồng thời là Thứ trưởng thứ nhất của Bộ An ninh Xã hội, tại một thời điểm nào đó là Ri Thae-chol (리태철).

## Lịch sử
Nguồn gốc của Lực lượng An ninh Xã hội bắt đầu vào năm 1947 khi thành lập Cục 5 của Bộ Nội vụ, kế thừa Quân đoàn Cảnh vệ 38. Vào thập niên 1980, công tác của Vệ binh Nhân dân Triều Tiên được chuyển giao cho Bộ An ninh Quốc gia, và cho đến tháng 10 năm 1996, lực lượng biên phòng được chuyển giao cho Bộ Lực lượng Vũ trang Nhân dân, tiền thân của Bộ Quốc phòng. Năm 2010, Vệ binh Nhân dân (조선인민경비대) chính thức đổi tên thành Lực lượng An ninh Nội địa Nhân dân Triều Tiên (조선인민내무군) và trực thuộc Bộ An ninh Nhân dân. Ngày 28 tháng 6 năm 2020, tờ Rodong Sinmun đã công bố tên 'Lực lượng An ninh Xã hội' trong một bài báo có tiêu đề 'Mục tiêu trước mắt của Xây dựng Xã hội Chủ nghĩa', trong đó nêu rõ: "Lực lượng An ninh Xã hội phải thực hiện thành công sứ mệnh và nhiệm vụ cao cả về an ninh Suyeong, an ninh thể chế và an ninh nhân dân".

## Nhiệm vụ
Lực lượng An ninh Xã hội nổi tiếng là lực lượng chịu trách nhiệm bảo vệ đường phân định quân sự và các cộng đồng ven biển, cùng cơ sở chiến lược lớn như văn phòng chính phủ, cơ sở hạt nhân Yongbyon của Ủy ban Trung ương Đảng, nhà máy điện và khu phát sóng. Lực lượng này cũng đóng vai trò là hiến binh quốc gia và hợp tác với Biên phòng Nhân dân trong công tác an ninh biên giới.